# فرودگاه آبی کرکروس
فرودگاه آبی کرکروس (به انگلیسی: Carcross Water Aerodrome) یک فرودگاه همگانی است که یک باند فرود آب دارد. این فرودگاه در کشور کانادا قرار دارد و در ارتفاع ۶۵۶ متری از سطح دریا واقع شده‌است.